# Anas luzonica
Anas luzonica е вид птица от семейство Патицови (Anatidae). Видът е световно застрашен, със статут Уязвим.

## Разпространение
Видът е разпространен във Филипините.